# 多吉亞斯卡山
48°16′3.1″N 24°9′50.4″E / 48.267528°N 24.164000°E
多吉亞斯卡山（烏克蘭語：Догяска）是烏克蘭的山峰，位於該國西部外喀爾巴阡州，屬於烏克蘭喀爾巴阡山脈中斯維多韋茨山脈的一部分，海拔高度1,761米。